# ヴァレンティーナ・シェフチェンコ
ヴァレンティーナ・シェフチェンコ（ロシア語: Валентина Шевченко, ラテン文字転写: Valentina Shevchenko、1988年3月7日 - ）は、キルギスとペルーの女性総合格闘家。元プロボクサー、キックボクサー、ムエタイ選手。ビシュケク出身。アメリカ合衆国ラスベガス在住。タイガームエタイ所属。現UFC世界女子フライ級王者。UFC女子パウンド・フォー・パウンド・ランキング1位。キルギス人及びペルー人史上初のUFC世界王者。ワレンチナ・シェフチェンコとも表記される。

## 来歴
ソビエト連邦キルギス・ソビエト社会主義共和国（現在のキルギス）でウクライナ人の両親の間に生まれた。キルギスタン・ムエタイ協会会長であり元ムエタイ王者であった母親の影響で、幼い頃から姉のアントニーナと共に5歳からテコンドー、12歳からムエタイ、キックボクシング、それからさらにサンボ、柔道、レスリング、ボクシングなど様々な格闘技に励んだ。将来の夢はダンサーとケーキ屋になることで両親から隠れてバレエのレッスンにも通ったとBBCのインタビューで話している。
キルギス国立芸術大学で映画監督部を専攻し卒業している。

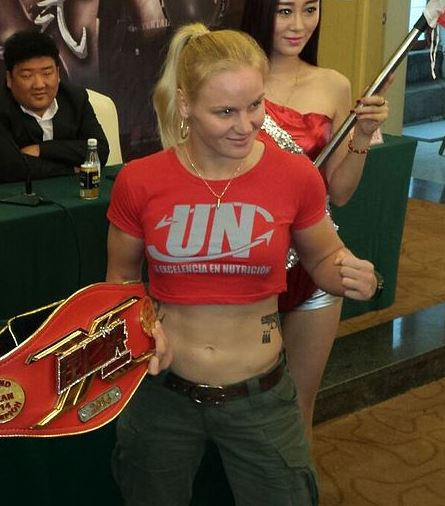
Kunlun Fight時代のシェフチェンコ（2014年）

### ムエタイ・キックボクシング
シェフチェンコはムエタイとキックボクシングでプロ通算57勝2敗という戦績を誇り、IFMA、WAKO、WMC、Kunlun Fightなど数々の団体の世界タイトルを獲得した。2006年から2008年にかけて、後のUFC世界女子ストロー級王者であるヨアナ・イェンジェイチックと3度対戦し、全てシェフチェンコが勝利している。

### ボクシング
2010年5月8日、移住先のペルーでプロボクシング戦績14戦12勝2敗の選手を相手にプロボクシングデビュー戦を行い、10R判定勝ちを収めた。
2011年、WIBA世界ライト級王者メリッサ・ヘルナンデスへの挑戦が発表されるが、シェフチェンコがボクシングの試合を1試合しかしたことが無かったためボクシング専門家やボクサーから多くの批判を受けた。そしてWIBA会長がヘルナンデスにシェフチェンコを相手に防衛戦を行わなければ王座を剥奪すると通告すると11月にヘルナンデスは王座を返上した。そのため空位になった王座の決定戦でアン・サクラートと2011年12月9日にペルーのリマで対戦することが発表されるも最終的にキャンセルされ、シェフチェンコは代わりにネリス・リンコンと対戦した。
2012年1月14日、空位のWIBA世界ライト級王座決定戦でメアリー・マギーとの対戦が発表されるが再びキャンセルになった。
ボクシングのプロ通算戦績は2戦2勝1KO。

### 総合格闘技
2003年4月21日、15歳でプロデビュー。デビュー戦から7連勝を挙げるが、ムエタイとキックボクシングに専念するため、総合格闘技を2006年から2010年まで休止した。
2010年9月30日、約4年半ぶりの総合格闘技復帰戦となったC3 Fightsでリズ・カムーシュと対戦し、カットによるドクターストップでTKO負けを喫した。UFC契約前の唯一の敗戦となったが、シェフチェンコのカットが反則のグラウンド状態での下からの蹴り上げで負った傷であったため物議を醸した。
2011年4月30日、アクヤルキン・バイトゥルバエワと対戦し、カムーシュとの敗戦からの復帰戦を勝利するも、アマチュアムエタイに専念するため、再び約2年半総合格闘技を休止した。

#### UFC
2015年12月19日、UFCデビュー戦となったUFC on FOX 17で女子バンタム級ランキング5位のサラ・カフマンと対戦し、2-1の判定勝ち。
2016年3月5日、UFC 196で女子バンタム級ランキング4位のアマンダ・ヌネスと対戦し、0-3の判定負け。UFC初黒星を喫した。
2016年7月23日、UFC on FOX 20のメインイベントで女子バンタム級ランキング2位のホリー・ホルムと対戦し、3-0の5R判定勝ち。
2017年1月28日、UFC on FOX 23で女子バンタム級ランキング2位のジュリアナ・ペーニャと対戦し、2Rに腕ひしぎ十字固めで一本勝ち。パフォーマンス・オブ・ザ・ナイトを受賞した。
2017年9月9日、UFC 215のUFC世界女子バンタム級タイトルマッチで王者アマンダ・ヌネスと再戦。1-2の5R判定負けを喫し、王座獲得に失敗したが、シェフチェンコが勝利していたという声も上がる接戦となった。
2018年2月3日、新設されたフライ級に階級を落とし、UFC Fight Night: Machida vs. Andersでプリシラ・カショエイラと対戦。合計打撃ヒット数230対3という大差が付く一方的な展開となり、2Rにリアネイキドチョークで一本勝ち。パフォーマンス・オブ・ザ・ナイトを受賞した。

#### UFC世界王座獲得
2018年12月8日、UFC 231のUFC世界女子フライ級王座決定戦で元UFC世界ストロー級王者のヨアナ・イェンジェイチックと対戦し、3-0の5R判定勝ち。王座獲得に成功した。
2019年6月8日、UFC 238のUFC世界女子フライ級タイトルマッチで女子フライ級ランキング1位の挑戦者ジェシカ・アイと対戦し、2Rに左ハイキックで失神KO勝ち。王座の初防衛に成功し、パフォーマンス・オブ・ザ・ナイトを受賞した。
2019年8月10日、UFC Fight Night: Shevchenko vs. Carmouche 2のUFC世界女子フライ級タイトルマッチで女子フライ級ランキング3位の挑戦者リズ・カムーシュと再戦し、3-0の5R判定勝ち。ジャッジ全員がフルマーク（50-45）をつける圧勝で9年越しのリベンジを果たし、2度目の王座防衛に成功した。
2020年2月8日、UFC 247のUFC世界女子フライ級タイトルマッチで女子フライ級ランキング1位の挑戦者ケイトリン・チュケイギアンと対戦し、マット・ヒューズ・ポジションでのパウンドで3RTKO勝ち。3度目の王座防衛に成功した。
2020年11月21日、UFC 255のUFC世界女子フライ級タイトルマッチで女子フライ級ランキング3位の挑戦者ジェニファー・マイアと対戦。再三に渡ってスピーディーな左フックや左ストレートをヒットさせ、3-0の5R判定勝ち。4度目の王座防衛に成功した。
2021年4月24日、UFC 261のUFC世界女子フライ級タイトルマッチで女子フライ級ランキング1位の挑戦者ジェシカ・アンドラージと対戦。グラウンドで終始圧倒し、マット・ヒューズ・ポジションでの肘打ち連打で2RTKO勝ち。5度目の王座防衛に成功した。
2021年9月25日、UFC 266のUFC世界女子フライ級タイトルマッチで女子フライ級ランキング3位の挑戦者ローレン・マーフィーと対戦。スタンドの攻防で終始圧倒し、4Rに右フックでぐらつかせ追撃のスタンドパンチ連打からテイクダウンを奪い、パウンドでTKO勝ち。6度目の王座防衛に成功した。
2022年6月12日、UFC 275のUFC世界女子フライ級タイトルマッチで女子フライ級ランキング4位の挑戦者タイラ・サントスと対戦。再三にわたりテイクダウンを奪われチョークを極められかけるなど苦戦を強いられたものの、後半に盛り返して2-1の5R判定勝ち。女子UFC史上最多連続防衛記録となる7度目の王座防衛に成功した。

#### 世界王座陥落
2023年3月4日、UFC 285のUFC世界女子フライ級タイトルマッチで女子フライ級ランキング6位の挑戦者アレクサ・グラッソと対戦。試合前のオッズでは1.1倍対7倍で圧倒的有利と目されていたが、4R終盤にスピニングバックキックを外した際にバックを奪われ、そのままネッククランクで一本負け。王座から陥落し、約5年半ぶりの敗戦となった。
2023年9月16日、UFC Fight Night: Grasso vs. Shevchenko 2のUFC世界女子フライ級タイトルマッチで王者アレクサ・グラッソと再戦し、フルラウンドにわたり接戦を繰り広げ1-1の5R判定ドロー。王座再獲得に失敗した。

#### UFC世界王座再獲得
2024年9月14日、UFC 306のUFC世界女子フライ級タイトルマッチで王者アレクサ・グラッソとラバーマッチを行い、グラウンドで終始優勢に立って3-0の5R判定勝ち。王座奪還に成功し、グラッソとの戦績を1勝1敗1分とした。

## ファイトスタイル
洗練されたストライカーで、相手との距離を正確に取り、左ストレートなど精度の高いカウンターを返す。また、スピニングバックキック、ハイキック、ローキックなどの多彩な蹴り技を得意としている。さらに、ストライカーでありながら、テイクダウンの攻防や寝技のテクニックにも優れ、テイクダウンの成功率は64%と高い数値を誇り、UFC女子フライ級史上最長記録となるグラウンドでのトップポジションの合計コントロールタイム「1時間14分8秒」を保持している。

## 人物・エピソード
- 2019年4月に7年ぶりに母国のキルギスへ凱旋帰国し国賓級の歓迎を受ける[16]。その際にソーロンバイ・ジェーンベコフ大統領と面談、キルギスの「ダンク」勲章を受章した[17]。
- 格闘技のセミナーで訪れたペルーを気に入り、2008年にペルーの市民権を取得し姉アントニーナやコーチのパベル・フェドートフと共に移住した[18]。
- 2016年5月30日、ペルーの首都リマにあるレストランで、強盗銃撃事件に巻き込まれ、シェフチェンコは無傷で済んだが、食事を共にしていたコーチのフェドートフは命に別状はなかったものの腹部を撃たれた[19]。
- 総合格闘家のアントニーナ・シェフチェンコ（英語版）は実姉。
- 射撃が趣味で2006年からトレーニングを始め2010年以来、国際実用射撃連盟（IPSC）、国際自衛ピストル協会（IDPA）、3ガン（3-Gun）などの射撃競技の大会に定期出場している[20]。
- ハル・ベリーが監督・主演を務めた映画「ブルーズド 〜打ちのめされても〜」に出演し、主役の対戦相手レディ・キラーを演じている。

## 戦績
| 総合格闘技 戦績 | 総合格闘技 戦績 | 総合格闘技 戦績 | 総合格闘技 戦績 | 総合格闘技 戦績 | 総合格闘技 戦績 | 総合格闘技 戦績 |
| --------------- | --------------- | --------------- | --------------- | --------------- | --------------- | --------------- |
| 30 試合         | (T)KO           | 一本            | 判定            | その他          | 引き分け        | 無効試合        |
| 25 勝           | 8               | 7               | 10              | 0               | 1               | 0               |
| 4 敗            | 1               | 1               | 2               | 0               | 1               | 0               |

| 勝敗 | 対戦相手                       | 試合結果                              | 大会名                                                                            | 開催年月日     |
| ○    | マノン・フィオロ               | 5分5R終了 判定3-0                     | UFC 315: Muhammad vs. Della Maddalena 【UFC世界女子フライ級タイトルマッチ】       | 2025年5月10日  |
| ○    | アレクサ・グラッソ             | 5分5R終了 判定3-0                     | UFC 306: O'Malley vs. Dvalishvili 【UFC世界女子フライ級タイトルマッチ】           | 2024年9月14日  |
| △    | アレクサ・グラッソ             | 5分5R終了 判定1-1                     | UFC Fight Night: Grasso vs. Shevchenko 2 【UFC世界女子フライ級タイトルマッチ】    | 2023年9月16日  |
| ×    | アレクサ・グラッソ             | 4R 4:34 ネッククランク                | UFC 285: Jones vs. Gane 【UFC世界女子フライ級タイトルマッチ】                     | 2023年3月4日   |
| ○    | タイラ・サントス               | 5分5R終了 判定2-1                     | UFC 275: Teixeira vs. Procházka 【UFC世界女子フライ級タイトルマッチ】             | 2022年6月12日  |
| ○    | ローレン・マーフィー           | 4R 4:00 TKO（パウンド）               | UFC 266: Volkanovski vs. Ortega 【UFC世界女子フライ級タイトルマッチ】             | 2021年9月25日  |
| ○    | ジェシカ・アンドラージ         | 2R 3:19 TKO（グラウンドの肘打ち連打） | UFC 261: Usman vs. Masvidal 2 【UFC世界女子フライ級タイトルマッチ】               | 2021年4月24日  |
| ○    | ジェニファー・マイア           | 5分5R終了 判定3-0                     | UFC 255: Figueiredo vs. Perez 【UFC世界女子フライ級タイトルマッチ】               | 2020年11月21日 |
| ○    | ケイトリン・チュケイギアン     | 3R 1:03 TKO（パウンド）               | UFC 247: Jones vs. Reyes 【UFC世界女子フライ級タイトルマッチ】                    | 2020年2月8日   |
| ○    | リズ・カムーシュ               | 5分5R終了 判定3-0                     | UFC Fight Night: Shevchenko vs. Carmouche 2 【UFC世界女子フライ級タイトルマッチ】 | 2019年8月10日  |
| ○    | ジェシカ・アイ                 | 2R 0:26 KO（左ハイキック）            | UFC 238: Cejudo vs. Moraes 【UFC世界女子フライ級タイトルマッチ】                  | 2019年6月8日   |
| ○    | ヨアナ・イェンジェイチック     | 5分5R終了 判定3-0                     | UFC 231: Holloway vs. Ortega 【UFC世界女子フライ級王座決定戦】                    | 2018年12月8日  |
| ○    | プリシラ・カショエイラ         | 2R 4:25 リアネイキドチョーク          | UFC Fight Night: Machida vs. Anders                                               | 2018年2月3日   |
| ×    | アマンダ・ヌネス               | 5分5R終了 判定1-2                     | UFC 215: Nunes vs. Shevchenko 2 【UFC世界女子バンタム級タイトルマッチ】           | 2017年9月9日   |
| ○    | ジュリアナ・ペーニャ           | 2R 4:29 腕ひしぎ十字固め              | UFC on FOX 23: Shevchenko vs. Pena                                                | 2017年1月28日  |
| ○    | ホリー・ホルム                 | 5分5R終了 判定3-0                     | UFC on FOX 20: Holm vs. Shevchenko                                                | 2016年7月23日  |
| ×    | アマンダ・ヌネス               | 5分3R終了 判定0-3                     | UFC 196: McGregor vs. Diaz                                                        | 2016年3月5日   |
| ○    | サラ・カフマン                 | 5分3R終了 判定2-1                     | UFC on FOX 17: dos Anjos vs. Cowboy 2                                             | 2015年12月19日 |
| ○    | ジャン・フィニー               | 5分3R終了 判定3-0                     | Legacy FC 39                                                                      | 2015年2月27日  |
| ○    | ヘレン・バストス               | 2R 3:00 TKO（ドクターストップ）       | Fusion FC 6                                                                       | 2014年2月26日  |
| ○    | プリシラ・オレジャーナ         | 1R 0:50 TKO（パンチ）                 | Fusion FC 5                                                                       | 2013年12月18日 |
| ○    | アクヤルキン・バイトゥルバエワ | 5分3R終了 判定3-0                     | KF-1: MMA World Competition                                                       | 2011年4月30日  |
| ×    | リズ・カムーシュ               | 2R 3:00 TKO（ドクターストップ）       | C3 Fights: Red River Rivalry                                                      | 2010年9月30日  |
| ○    | ユリア・ネムツォワ             | 1R 1:11 エゼキエルチョーク            | Professional Free Fight                                                           | 2006年3月3日   |
| ○    | キム・キョンエ                 | 1R 1:09 腕ひしぎ十字固め              | WXF: X-Impact World Championships 2005                                            | 2005年7月9日   |
| ○    | ローザ・カリエワ               | 2R 1:29 リアネイキドチョーク          | Kazakhstan Federation of Pankration 2                                             | 2005年3月22日  |
| ○    | アリャ・イスカレノワ           | 1R リアネイキドチョーク               | Kazakhstan Federation of Pankration                                               | 2005年3月21日  |
| ○    | エルケシュ・ココエワ           | 1R TKO（パンチ）                      | Kyrgyz Federation of Kulatuu 2                                                    | 2004年10月15日 |
| ○    | キム・ミチェ                   | 1R 1:55 リアネイキドチョーク          | WXF: X-Impact World Championships 2003                                            | 2003年12月3日  |
| ○    | エリザ・アイダラリエワ         | 2R TKO（パンチ）                      | Kyrgyz Federation of Kulatuu                                                      | 2003年4月21日  |

## 獲得タイトル

### ムエタイ
- IFMAムエタイ世界選手権 女子フェザー級 優勝（2003年、2006年-2008年）
- WMF世界女子57kg級王座（2006年）
- IFMAムエタイ世界選手権 女子ライト級 優勝（2009年、2010年、2012年、2014年）
- スポーツアコードワールドコンバットゲームズ ムエタイ女子60kg級 優勝（2010年、2013年）
- WMC世界女子スーパーライト級王座（2012年）

### キックボクシング
- KF-1 MMA Pro世界55kg級王座（2003年）
- WAKO世界選手権 女子フェザー級 優勝（2004年）
- KF-1 MMA Pro世界57kg級王座（2005年）
- WKC K-1世界女子60kg級王座（2013年）
- Kunlun Fight女子60kg級トーナメント 優勝（2014年）
- 初代Kunlun Fight世界女子ライト級王座（2014年）

### 総合格闘技
- 第2代UFC世界女子フライ級王座（2018年）
- 第4代UFC世界女子フライ級王座（2024年）

## 表彰
- UFC パフォーマンス・オブ・ザ・ナイト（3回）